# 谦卑 (书籍)
《謙卑》（Humility: The Beauty of Holiness）是19世紀南非基督教領袖慕安德烈的著名作品之一，發表於1895年。

## 內容
- 謙卑是受造者的榮耀
- 謙卑是成全救贖的秘訣
- 謙卑顯於耶穌身上
- 謙卑顯於耶穌的教訓中
- 謙卑顯於耶穌門徒身上
- 謙卑顯於每日生活中
- 謙卑與聖潔
- 謙卑與罪
- 謙卑與信心
- 謙卑與向己死
- 謙卑與喜樂
- 謙卑與升高
- 一個求謙卑的禱告

## 外部連結
- 線上閱讀（页面存档备份，存于）（英文）
- Audio book（页面存档备份，存于） （英文）
- Audio book（页面存档备份，存于） （荷兰文）
- 線上閱讀（页面存档备份，存于） （中文）